# George Eastman
George Eastman (født 12. juli 1854, død 14. marts 1932) var grundlægger af firmaet Eastman Kodak og opfinder af rullefilmen. Netop denne opfindelse var med til at bringe fotografering ud til den brede befolkning og lagde grunden for udviklingen af mere kompakte og brugervenlige fotografiapparater. Han blev født i Waterville i New York.